# الدين في جزر البهاما
الدين في باهاماس (2010)

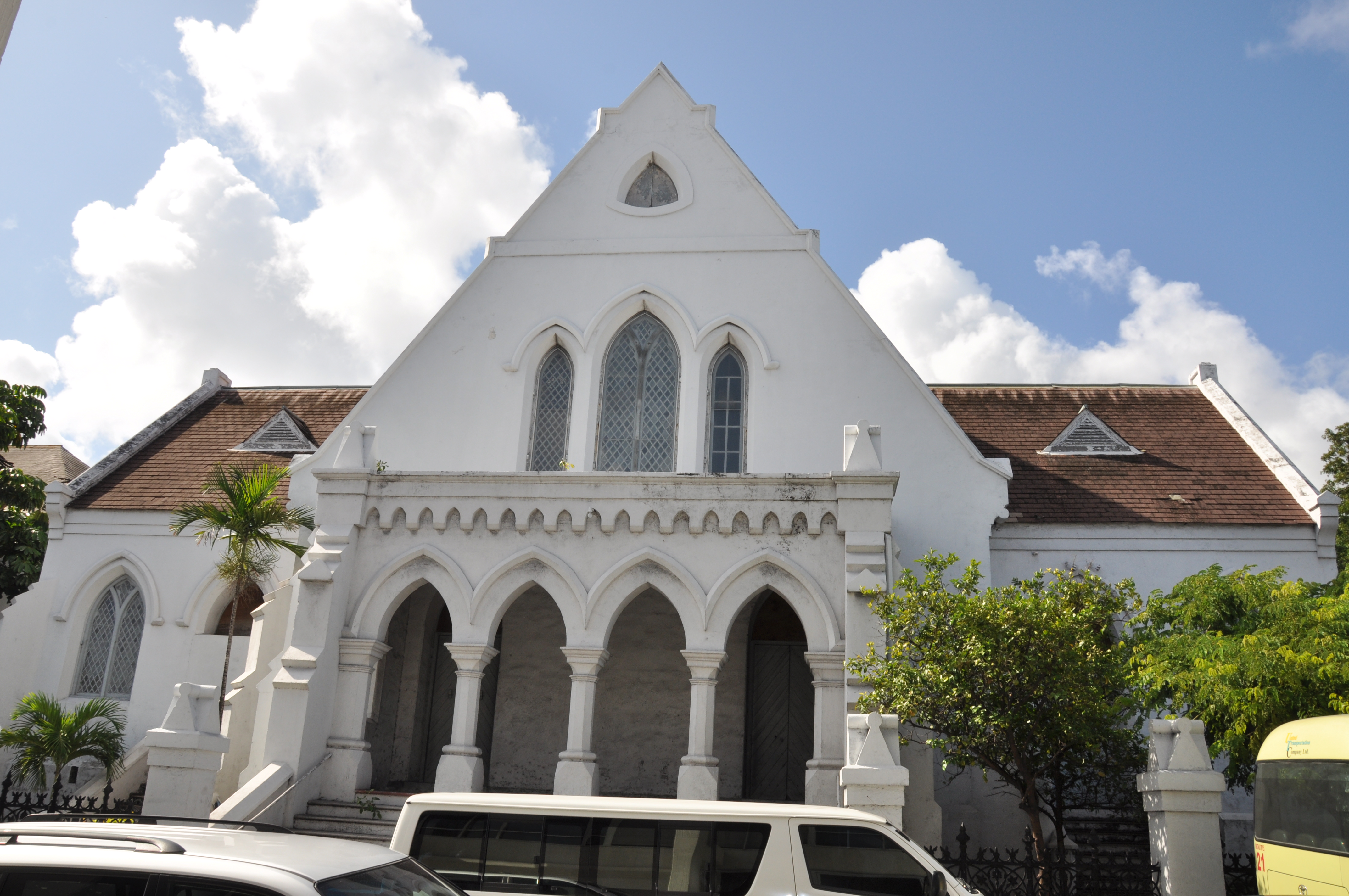
صورة خارجية للكنيسة

يعكس الدين في جزر البهاما مدى التنوع الثقافي للجزر، حيث يصرح أكثر من 90 في المئة من السكان بدياناتهم، وثمة شواهد على أن معظم السكان يحضرون الشعائر الدينية بانتظام، وتشكل الطوائف المسيحية البروتستانتية بما في ذلك المعمدانيين مانسبته (35%) من إجمالي السكان، أما الانجيليين فيمثلون (15%) ، والخمسينية يمثلون (8%)، وجماعة كنيسة الله يمثلون (5%)، والسبتيين يمثلون (5%)، والميثودية يمثلون (4%) وهم (أي البروتستانت) يمثلون غالبية سكان الجزر، ولكن هناك أيضا أهمية لدور الكاثوليك والذين يمثلون (14%) ومعهم الروم الأرثوذكس.
في حين هناك عدد من الديانات الصغيرة التمثيل تتواجد في جزر البهاماس ممثلة باليهودية والبهائية وشهود يهوه والإسلام حيث يوجد لها نشاط ملحوظ في الجزر.

## مزيد من القراءة
- Fahlbusch، Erwin، المحرر (1999)، "Bahamas"، Encyclopedia of Christianity، Grand Rapids: Wm. B. Eerdmans، ج. 1، ص. 179–180، ISBN:0802824137